# كيمبل (ميزوري)

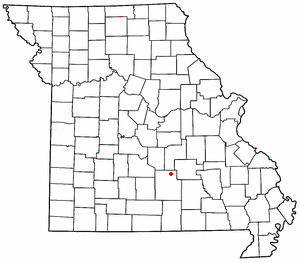
موقع كيمبل، ميزوري

كيمبل (بالإنجليزية: Kimble)‏ هي إحدى المجتمعات الفردية (غير مصنفة) في ولاية ميزوري في الولايات المتحدة الأمريكية.